# Kabinet-Major I
Het kabinet–Major I was de uitvoerende macht van de Britse overheid van 28 november 1990 tot 10 april 1992. Het kabinet werd gevormd door de Conservative Party na het aftreden van premier Margaret Thatcher waarna John Major de nieuwe partijleider van de Conservative Party werd benoemd als premier. In het kabinet zaten meerdere (toekomstige)-prominenten zoals: Norman Lamont, Douglas Hurd, Peter Lilley, William Waldegrave, Michael Howard, Kenneth Clarke, Malcolm Rifkind, Michael Heseltine en Chris Patten.

## Samenstelling
| Ambtsbekleder                                                           | Ambtsbekleder      | Ambtsbekleder                                  | Functie(s)                                 | Ambtstermijn     | Ambtstermijn  | Partij(en)         |
| ----------------------------------------------------------------------- | ------------------ | ---------------------------------------------- | ------------------------------------------ | ---------------- | ------------- | ------------------ |
|                                                                         | John Major         | John Major (1943)                              | Premier                                    | 28 november 1990 | 2 mei 1997    | Conservative Party |
|                                                                         | Norman Lamont      | Norman Lamont (1942)                           | Minister van Financiën                     | 28 november 1990 | 27 mei 1993   | Conservative Party |
|                                                                         | Douglas Hurd       | Douglas Hurd (1930)                            | Minister van Buitenlandse Zaken            | 26 oktober 1989  | 5 juli 1995   | Conservative Party |
|                                                                         | Kenneth Baker      | Kenneth Baker (1934)                           | Minister van Binnenlandse Zaken            | 28 november 1990 | 10 april 1992 | Conservative Party |
|                                                                         | John MacGregor     | John MacGregor (1937)                          | Lord President of the Council              | 1 november 1990  | 10 april 1992 | Conservative Party |
| Leader of the House of Commons                                          | John MacGregor     | John MacGregor (1937)                          |                                            | 1 november 1990  | 10 april 1992 | Conservative Party |
|                                                                         |                    | Baron Waddington David Waddington (1929–2017)  | Lord Privy Seal                            | 28 november 1990 | 10 april 1992 | Conservative Party |
| Leader of the House of Lords                                            |                    | Baron Waddington David Waddington (1929–2017)  |                                            | 28 november 1990 | 10 april 1992 | Conservative Party |
|                                                                         | James Mackay       | Baron Mackay van Clashfern James Mackay (1927) | Lord Chancellor                            | 26 oktober 1987  | 2 mei 1997    | Conservative Party |
|                                                                         | Peter Lilley       | Peter Lilley (1943)                            | Minister van Economische Zaken             | 13 juli 1990     | 10 april 1992 | Conservative Party |
| President of the Board of Trade                                         | Peter Lilley       | Peter Lilley (1943)                            |                                            | 13 juli 1990     | 10 april 1992 | Conservative Party |
|                                                                         | Tom King           | Tom King (1933)                                | Minister van Defensie                      | 24 juli 1989     | 10 april 1992 | Conservative Party |
|                                                                         | William Waldegrave | William Waldegrave (1946)                      | Minister van Volksgezondheid               | 2 november 1990  | 10 april 1992 | Conservative Party |
|                                                                         |                    | Tony Newton (1937–2012)                        | Minister van Sociale Zaken                 | 24 juli 1989     | 10 april 1992 | Conservative Party |
|                                                                         | Michael Howard     | Michael Howard (1941)                          | Minister van Arbeid                        | 3 januari 1990   | 10 april 1992 | Conservative Party |
|                                                                         | Kenneth Clarke     | Kenneth Clarke (1940)                          | Minister van Onderwijs                     | 2 november 1990  | 10 april 1992 | Conservative Party |
|                                                                         | Malcolm Rifkind    | Malcolm Rifkind (1946)                         | Minister van Transport                     | 28 november 1990 | 10 april 1992 | Conservative Party |
|                                                                         | John Gummer        | John Gummer (1939)                             | Minister van Landbouw, Visserij en Voedsel | 24 juli 1989     | 27 mei 1993   | Conservative Party |
|                                                                         |                    | Michael Heseltine (1933)                       | Minister van Milieu                        | 28 november 1990 | 10 april 1992 | Conservative Party |
|                                                                         | Chris Patten       | Chris Patten (1944)                            | Kanselier van het Hertogdom Lancaster      | 28 november 1990 | 10 april 1992 | Conservative Party |
|                                                                         | Ian Lang           | Ian Lang (1940)                                | Minister voor Schotland                    | 28 november 1990 | 5 juli 1995   | Conservative Party |
|                                                                         | David Hunt         | David Hunt (1942)                              | Minister voor Wales                        | 4 mei 1990       | 27 mei 1993   | Conservative Party |
|                                                                         |                    | Peter Brooke (1934–2023)                       | Minister voor Noord-Ierland                | 24 juli 1989     | 10 april 1992 | Conservative Party |
|                                                                         | John Wakeham       | John Wakeham (1932)                            | Minister voor Energie                      | 24 juli 1989     | 10 april 1992 | Conservative Party |
| Formeel geen leden van het kabinet, maar woonde kabinetsvergadering bij |                    |                                                |                                            |                  |               |                    |
| Ambtsbekleder                                                           | Ambtsbekleder      | Ambtsbekleder                                  | Functie(s)                                 | Ambtstermijn     | Ambtstermijn  | Partij(en)         |
|                                                                         | David Mellor       | David Mellor (1949)                            | Onderminister voor Financiën               | 28 november 1990 | 10 april 1992 | Conservative Party |
|                                                                         |                    | Baron Belstead John Ganzoni (1932–2005)        | Thesaurier- generaal                       | 28 november 1990 | 10 april 1992 | Conservative Party |
|                                                                         |                    | Sir Patrick Mayhew (1929–2016)                 | Advocaat- generaal                         | 13 juni 1987     | 10 april 1992 | Conservative Party |
|                                                                         | Richard Ryder      | Richard Ryder (1949)                           | Onderstaats- secretaris voor Financiën     | 28 november 1990 | 5 juli 1995   | Conservative Party |
| Chief Whip in het Lagerhuis                                             | Richard Ryder      | Richard Ryder (1949)                           |                                            | 28 november 1990 | 5 juli 1995   | Conservative Party |

Russell I ·
Smith-Stanley I ·
Hamilton-Gordon ·
Temple I ·
Smith-Stanley II ·
Temple II ·
Russell II ·
Smith-Stanley III ·
Disraeli I ·
Gladstone I ·
Disraeli II ·
Gladstone II ·
Gascoyne-Cecil I ·
Gladstone III ·
Gascoyne-Cecil II ·
Gladstone IV ·
Primrose ·
Gascoyne-Cecil III ·
Gascoyne-Cecil IV ·
Balfour ·
Campbell-Bannerman ·
Asquith I ·
Asquith II ·
Asquith III ·
Asquith IV ·
Lloyd George I ·
Lloyd George II ·
Law ·
Baldwin I ·
MacDonald I ·
Baldwin II ·
MacDonald II ·
MacDonald III ·
MacDonald IV ·
Baldwin III ·
Chamberlain I ·
Chamberlain II ·
Churchill I ·
Churchill II ·
Attlee I ·
Attlee II ·
Churchill III ·
Eden ·
Macmillan I ·
Macmillan II ·
Douglas-Home ·
Wilson I ·
Wilson II ·
Heath ·
Wilson III ·
Callaghan ·
Thatcher I ·
Thatcher II ·
Thatcher III ·
Major I ·
Major II ·
Blair I ·
Blair II ·
Blair III ·
Brown ·
Cameron I ·
Cameron II ·
May I ·
May II ·
Johnson I ·
Johnson II ·
Truss ·
Sunak ·
Starmer